# Distrito judicial de Loreto
El distrito judicial de Loreto es una división administrativa del Poder Judicial del Perú. Tiene como sede la ciudad de Iquitos y su competencia se extiende al departamento homónimo con excepción de la provincia de Alto Amazonas.

## Historia
La historia de este distrito judicial está ligada con la de la Corte Superior de Justicia de Loreto que fue creada mediante Ley N.º 230 del 6 de octubre de 1906 y se instaló el 21 de abril de 1907 durante el gobierno de José Pardo y Barreda. Su primer presidente fue el doctor José Adriano La Madrid y los vocales fueron los señores Alfredo del Valle y Moisés Bohl; todos ellos exdiputados de la República en representación del departamento de Loreto. Su jurisdicción inicial incluía los territorios de los actuales departamentos de Loreto, San Martín y Ucayali los mismos que hasta ese momento dependían administrativamente de la Corte Superior de Justicia de Cajamarca.

## Conformación
El distrito judicial de Loreto contiene 48 dependencias judiciales incluyendo 3 salas superiores, 27 juzgados de primera instancia, 18 juzgados de paz letrados y diversos juzgados de paz en distintas partes del territorio de su jurisdicción.

## Jurisdicción
El distrito judicial de Loreto tiene jurisdicción sobre siete provincias del departamento de Loreto: Loreto, Datem del Marañón, Mariscal Ramón Castilla, Maynas, Putumayo, Requena y Ucayali. La provincia de Alto Amazonas que también pertenece al mismo departamento pertenece al distrito judicial de San Martín